# Honda CBF 125
Honda CBF 125 – lekki motocykl szosowo-turystyczny produkowany przez koncern motocyklowy Honda.

## Dane techniczne/Osiągi[1]
- Silnik: jednocylindrowy OHC
- Pojemność silnika: 124.7 cm³
- Moc maksymalna: 11,3 KM przy 8000 obr./min
- Maksymalny moment obrotowy: 11,2 Nm przy 6250 obr./min
- Hamulec Przedni: Tarczowy
- Hamulec Tylny: Bębnowy
- Zawieszenie przednie: Widelec teleskopowy
- Zawieszenie tylne: Wahacz stalowy